# Max Fleischer
Max Fleischer (Cracovia, Polonia, 19 de julio de 1883-Los Ángeles, California, Estados Unidos, 11 de septiembre de 1972), registrado al nacer con el nombre Majer Fleischer, fue un dibujante, caricaturista, cineasta y escritor polacoestadounidense de origen judío, uno de los pioneros en la creación de dibujos animados. Fue el autor de Betty Boop y de Koko el payaso, y llevó al cine a Popeye y al Superman animado.

## Biografía
Su infancia fue una de las típicas del mundo judío de ese momento. Su padre Wilhem (más adelante William) era sastre y en 1887 emigró a Estados Unidos con su familia para mejorar su nivel de vida.
Su interés por el arte lo llevó a estudiar en la Cooper Union y en la Art Students League. Pero a la vez que desarrollaba sus capacidades artísticas, Fleischer se interesaba por el mundo de las maquinarias. Tal vez de esa combinación (creación-máquina), surgiría su primer trabajo como dibujante y fotógrafo para el Brooklyn Daily Eagle.
Su hijo, Richard Fleischer, se dedicó a la dirección de cine.

## Trayectoria
De los más de 20 inventos que hizo en el área de la animación y el dibujo, los que más se le reconocen y que siguen siendo usados hoy en día son el rotoscopio, el rotógrafo y la cámara setback.
Todo empezó en 1914 cuando Waldemar Klaempffert le pidió a Max mejorar la calidad de los dibujos animados que empezaban a surgir como opción en el cine, por la baja calidad de las imágenes y el movimiento cortado de los videos. El mundo de la animación apenas empezaba a comercializarse y se mantenía en un nivel rústico y elemental. Fleischer pensó en que si los dibujos eran modelados con base en figuras humanas reales podría entonces tener movimientos más suaves y veraces, y logró construir con sus hermanos Charlie y Joe una máquina que le permitía proyectar escenas de películas cuadro por cuadro sobre un papel. La idea era dibujar cada cuadro a mano basándose en las siluetas humanas, tomar fotografías de los cuadros y filmarlos creando ya el movimiento. Max y su hermano Dave se encargaron de construir el aparato, que patentaron en 1917, el "Rotoscope")
Tras varios años trabajando para John R. Bray, haciendo animaciones educativas para el ejército estadounidense, en 1921 fundó con su hermano la compañía "Out of the Inkwell Films", que se convirtió en uno de los estudios de animación más importantes de los Estados Unidos, competencia directa de la factoría de Walt Disney.
Inventó el rotógrafo para agregar dibujos animados en películas reales. En uno de sus filmes de Koko el payaso, incorporó a un gatito real.
Fue Fleischer quien hizo los primeros dibujos animados con sonido en 1924, utilizando el proceso de sincronización de Lee De Forest Phonofilm (otro de los inventos de Fleischer fue la bola saltarina que permite a la audiencia seguir la letra y el ritmo de una canción). Aunque la compañía Disney se lo adjudicó a su corto Steamboat Willie, que se realizó años más tarde. En 1928 la compañía cambió su nombre por el de su fundador, pasando a llamarse Estudio Fleischer. El cliente más importante era la productora Paramount. A lo largo de los años fueron refinando las técnicas que inventaron y crearon la técnica de la cámara “setback” la cual a través de planos rotatorios permite dar profundidad a las animaciones.
En 1930 diseñó algunos de los personajes con los que consiguió más fama, Betty Boop y Popeye, de los que se realizaron las series Carrie of the Chorus y Popeye the Sailor, respectivamente.
En Fleischer Studios diseñaron un aparato llamado cámara estéreo-óptica o setback en el año 1934, dicha cámara a menudo se confunde con la cámara multiplano, pero el caso es que ambas fueron cruciales a la hora de implementar la tridimensionalidad a los dibujos animados. La cámara setback se diferencia por la forma con la que consigue el efecto tridimensional, mientras la cámara multiplano precisa únicamente de láminas de dibujo transparentes, esta última utiliza miniaturas a escala. Este procedimiento se aplicó a dibujos animados como Betty Boop, Popeye el marinero y Color Classics Cartoons.
En 1939 produjo Gulliver's Travels, un filme basado en la novela homónima de Jonathan Swift que fue su primer largometraje. En 1936, el estudio estaba en pleno apogeo, lo que hizo que su empresa matriz, Paramount, exigiera más producción en menos tiempo. Esto condujo a la primera huelga de la industria cinematográfica. La huelga duró cinco meses y los dibujos animados de Fleischer fueron boicoteados mientras duró la huelga. Max Fleischer había estado insistiendo a Paramount para que le permitiera hacer una película de animación completa, pero no lo hicieron hasta que Disney lo consiguió con Blancanieves y los siete enanitos. Una vez que vieron el éxito en taquillas de Blancanieves, Paramount exigió que se hiciera una película para la Navidad de 1939. La producción de Los viajes de Gulliver no fue sencilla y a pesar de que tuvieron la mitad de tiempo que Blancanieves, el estudio pudo realizarla para la fecha prevista. La película fue un éxito, pero a pesar de los beneficios obtenidos, Paramount penalizó a los estudios Fleischer con 350.000 dólares por superar el presupuesto. Este fue sólo el comienzo de los problemas financieros de Fleischer. Aún no habían pagado todas sus multas a Paramount y ésta acabó adquiriéndolos en su totalidad, aunque permitiéndoles seguir produciendo dibujos animados. La segunda película del estudio se estrenó el 5 de diciembre de 1941, pero dos días después, Pearl Harbor fue bombardeado por los japoneses y Paramount canceló el estreno de la película hasta febrero, se hartó de los hermanos Fleischer, Dave renunció y Max fue despedido.
En 1942 Max se trasladó a Detroit, contratado por una empresa de cine. Unos años más tarde se estableció en Nueva York para volver a trabajar en el mismo lugar en que había empezado su carrera, el estudio Bray.

## Premios y distinciones
Los trabajos de Fleischer Simbad el Marino (1936), Educated Fish (1937), Hunky & Spunky (1938), Riding the Rails (1938) y Superman (1941) fueron nominados para los premios Oscar, en una época dominada por la Disney. Pero más allá de las nominaciones y de los premios, el trabajo de Max Fleischer se encuentra entre los más revolucionarios y creativos de la historia del cine de animación.
| Año  | Categoría                  | Película | Resultado |
| ---- | -------------------------- | -------- | --------- |
| 1942 | Mejor cortometraje animado | Superman | Nominado  |